# Classic Chassis Services
Classic Chassis Services Limited ist ein britisches Unternehmen im Bereich Kraftfahrzeuge und ehemaliger Hersteller von Automobilen.

## Unternehmensgeschichte
Andrew Thomas gründete am 26. April 2007 das Unternehmen in Leighton Buzzard in der Grafschaft Bedfordshire. Stella Thomas ist ebenfalls im Unternehmen tätig. Sie begannen mit der Produktion von Automobilen und Kits. Der Markenname lautete Classic Chassis Services. 2010 endete die Produktion. Insgesamt entstanden etwa zehn Exemplare. Das Unternehmen existiert weiterhin.

## Fahrzeuge
Das einzige Modell war der C-Type. Dies war die Nachbildung des Rennsportwagens Jaguar C-Type. Die offene Karosserie bestand aus Aluminium. Viele Teile, so auch der Motor, stammten von Jaguar.
Ein Fahrzeug von 2010 wurde über eine Anzeige auf der Internetseite carandclassic.co.uk verkauft.
Das Auktionshaus Bonhams versteigerte am 26. Juni 2015 das Fahrzeug mit dem britischen Kennzeichen FTS 592, für das ein Ergebnis von 150.000 Pfund bis 200.000 Pfund erwartet wurde. Zu diesem Fahrzeug stellte Classic Chassis Services den Spaceframe-Rahmen her und CV Shapecraft die Karosserie.